# Downeshelea fluminensis
Downeshelea fluminensis är en tvåvingeart som beskrevs av Felippe-bauer och Quintelas 1993. Downeshelea fluminensis ingår i släktet Downeshelea och familjen svidknott. Inga underarter finns listade i Catalogue of Life.